# Primera dama de Botsuana
La primera dama de la República de Botsuana (en inglés: First Lady of Botswana) es el título protocolar que recibe el cónyuge del presidente de Botsuana. El papel es en gran medida ceremonial y no tiene salario. El expresidente Mokgweetsi Masisi declaró que su esposa no tenía competencia para influir en las políticas gubernamentales. No obstante, el papel ha tenido una presencia protocolar.
La primera persona en ejercer el cargo fue Ruth Williams Khama, esposa del primer presidente Seretse Khama. No hubo primera dama entre el 1 de abril de 2008 y el 1 de abril de 2018, ya que el presidente Ian Khama no estaba casado. La ausencia de una primera dama fue problemática para algunas funciones oficiales y hubo movimientos para encontrar un sustituto en algunas ocasiones. La condición de soltero del presidente Kharma fue controvertida debido a los requisitos de las tradiciones tribales.

## Primeras damas
| Primera dama          | Primera dama | Inicio del mandato       | Final del mandato      | Presidente        | Notas                    |
| --------------------- | ------------ | ------------------------ | ---------------------- | ----------------- | ------------------------ |
| Ruth Williams Khama   |              | 30 de septiembre de 1966 | 13 de julio de 1980    | Seretse Khama     |                          |
| Gladys Olebile Masire |              | 13 de julio de 1980      | 31 de marzo de 1998    | Quett Masire      |                          |
| Barbara Mogae         |              | 1 de abril de 1998       | 1 de abril de 2008     | Festus Mogae      |                          |
| Vacante               |              | 1 de abril de 2008       | 1 de abril de 2018     | Ian Khama         | Ian Khama nunca se casó. |
| Neo Masisi            |              | 1 de abril de 2018       | 1 de noviembre de 2024 | Mokgweetsi Masisi |                          |
| Kaone Boko            |              | 1 de noviembre de 2024   | En el cargo            | Duma Boko         |                          |